# Alexander Shvec
Alexander Shvec, né le 29 juin 1972 à Minsk, est un ancien joueur de tennis professionnel biélorusse.

## Carrière
En simple, il a remporté six Future en Ouzbékistan. Il a également remporté deux titres en double. Son meilleur résultat reste cependant une finale au Challenger de Boukhara.
Il parvient à atteindre le tableau principal du premier tournoi ATP auquel il participe, à Saint-Pétersbourg en 1996.
Il participe à six tournois du Grand Chelem sans toutefois dépasser le deuxième tour des qualifications.
Il est membre de l'Équipe de Biélorussie de Coupe Davis lors de sa création en 1994 et jusqu'en 2004. Il est le quatrième joueur le plus prolifique après Max Mirnyi, Vladimir Voltchkov et Uladzimir Ignatik. Il compte 13 victoires pour 13 défaites. En 2000, il perd 6-0, 6-0 un match sans enjeu face à Michel Kratochvil. En 2004, il joue le match de double en compagnie de Max Mirnyi, lors du premier tour du Groupe Mondial face à la paire russe composée de Marat Safin et Mikhail Youzhny. Ils s'inclinent sur le score de 6-4, 7-5, 7-64.

## Parcours enGrand Chelem

### En simple
N'a jamais participé à un tableau final